# Wilhelm von Gloeden
Wilhelm Iwan Friederich August von Gloeden, detto anche il barone Guglielmo (Wismar, 16 settembre 1856 – Taormina, 16 febbraio 1931), è stato un fotografo tedesco attivo soprattutto in Italia.

Firma su una stampa

È noto soprattutto per i suoi studi di nudo maschile in ambiente pastorale di ragazzi siciliani, che fotografava assieme ad anfore o costumi ispirati all'antica Grecia, per suggerire una collocazione idilliaca nell'antichità che rimanda all'Arcadia.
Da un punto di vista moderno, il suo lavoro è notevole per il suo uso sapiente e controllato dell'illuminazione, così come per l'elegante messa in posa dei suoi modelli. Alla perfezione artistica dei suoi lavori contribuirono anche l'uso innovativo dei filtri fotografici e di lozioni per la pelle di sua invenzione, una miscela di latte, olio d'oliva e glicerina per mascherare le imperfezioni della pelle.

## Biografia

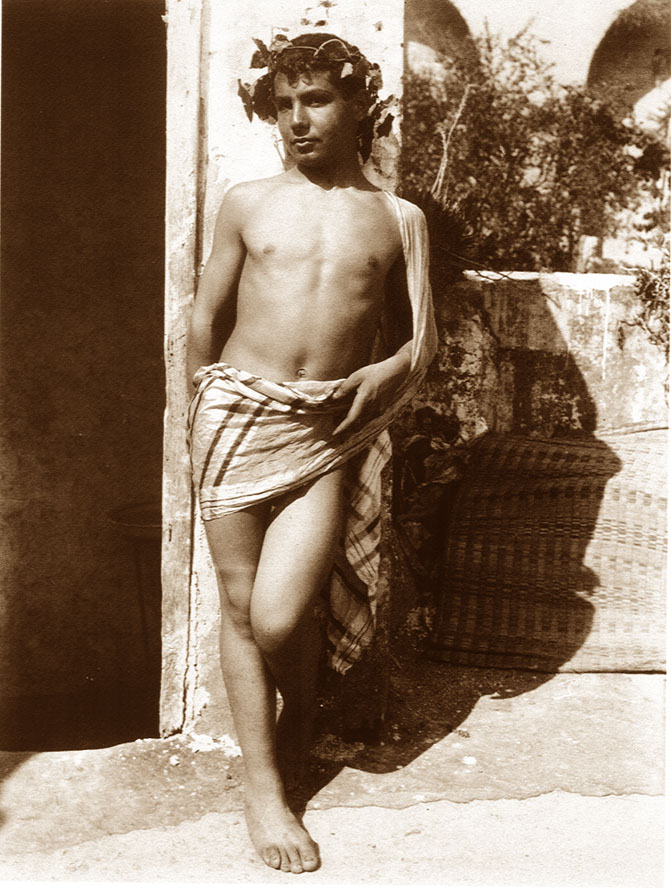
Ragazzo drappeggiato

Von Gloeden, appartenente alla piccola nobiltà tedesca, nacque nel castello di Völkshagen, nei pressi di Wismar (Granducato di Meclemburgo-Schwerin). Si laureò in storia dell'arte all'Università di Rostock (1876), proseguì in pittura alla Grossherzoglich-Sächsische Kunstschule Weimar (1876-1877), scuola d'arte esistita dal 1860 al 1910. Sofferente di quella che sembra essere stata tubercolosi, si trasferì nell'Italia meridionale, prima a Napoli e subito dopo a Taormina in Sicilia nel 1878.
Dimorò presso l'Hotel Vittoria, prima di acquistare una casa in piazza San Domenico. A parte per il periodo 1915-18, quando fu costretto a lasciare il paese per evitare la carcerazione in quanto straniero indesiderato a causa della prima guerra mondiale, visse e rimase sempre a Taormina fino alla morte avvenuta nel 1931. Il maggior concittadino del barone per il decennio 1872-82 presente in loco fu il pittore paesaggista Otto Geleng, trasferitosi nel 1863; fu grazie a lui che von Gloeden cominciò a far amicizia con la popolazione locale.
Fondò il proprio studio fotografico inizialmente come un hobby; iniziò a fotografare ragazzi negli anni ottanta dell'Ottocento, al contempo realizzò degli studi per ritratti di contadini del luogo e foto di paesaggi. Questa sua passione si trasformò in una professione redditizia a partire dal 1893, quando la sua opera fu esibita a livello internazionale a Londra; il suo studio di due giovani aggrappati a una colonna ionica venne pubblicato nella capitale inglese assieme a uno di Frederick Rolfe e ciò portò il suo lavoro a conoscenza di un pubblico più vasto. Dopo il 1895, quando la sua famiglia ebbe un crollo economico, furono inaugurate mostre a Il Cairo (1897), Berlino (1898-99, tra cui una mostra personale), Philadelphia (1902), Budapest e Marsiglia (1903), Nizza (1903 e 1905), Riga (1905), Dresda (1909) e Roma (alla fiera mondiale del 1911).
Da tempo una celebrità locale a Taormina, il suo lavoro (e i suoi modelli) attirarono in Sicilia personaggi in vista dell'epoca, come Oscar Wilde (nel dicembre 1897), il "re dei cannoni" Friedrich Alfred Krupp, Richard Strauss, nonché l'imperatore tedesco Guglielmo II, anche se è opportuno ricordare che la fama di Taormina, come meta turistica d'élite, si andava affermando già da tempo.
La maggior parte dei lavori di von Gloeden si colloca in questo periodo fino allo scoppio della prima guerra mondiale. Le sue idilliache "illustrazioni di Omero e Teocrito", ovvero fotografie di giovani scarsamente vestiti in pose classiche, vennero anche riprodotte come cartoline e godettero di una certa popolarità come souvenir per turisti. Nel 1930, cessato il lavoro come fotografo, vendette la casa in cambio di una rendita.
Von Gloeden ha sempre scrupolosamente condiviso i proventi delle sue vendite con i propri modelli. Sono noti i nomi di alcuni di loro: Vincenzo Lupicino; Peppino Caifasso o Carafasso; Pietro Caspano o Capanu; Nicola Scilio o Sciglio; Giuseppe De Cristoforo; Maria Intelisano (nipote del parroco della vicina Castelmola).

## Opera

Caino, ispirato al Giovane uomo nudo seduto in riva al mare di Hippolyte Flandrin

Mentre al giorno d'oggi von Gloeden è noto soprattutto per i suoi nudi, in vita è stato anche molto apprezzato e conosciuto per la sua fotografia paesaggistica, che ha contribuito a diffondere il turismo in Italia; egli ha anche documentato i danni causati dal terremoto di Messina del 1908. La maggior parte delle sue immagini e ritratti sono stati eseguiti prima del 1914-15, nel periodo tra il 1890 e il 1910.
Dopo il 1918 ha fotografato molto poco, continuando a fare però sempre nuove stampe tratte dai voluminosi archivi che possedeva; in totale si parla di un numero imprecisato che va dalle 3 000 alle 7 000 foto le quali dopo la morte del barone sono andate in eredità a uno dei suoi modelli, nonché protetto e favorito, Pancrazio Buciuni (1879-1963).
La prima esposizione monografica dedicata all'opera di Von Gloeden fu allestita in Italia solo nel 1978, a Spoleto, in occasione del Festival dei Due Mondi.

### "Il Moro", erede di Gloeden

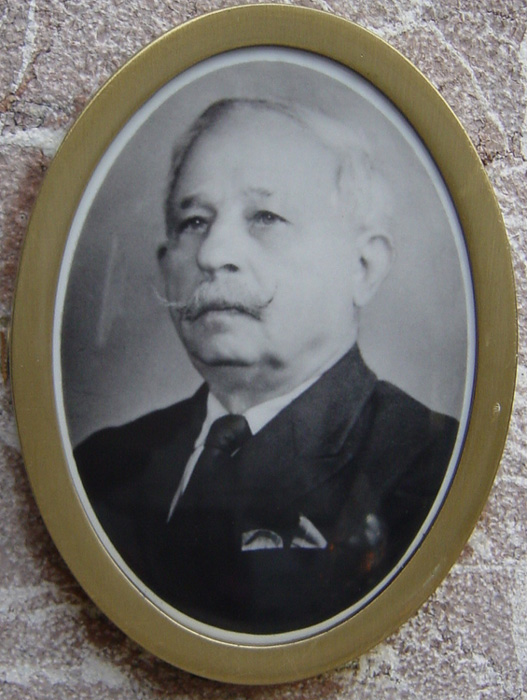
Pancrazio Buciunì (1879-1963) detto "il Moro"

Gli scatti prodotti durante la più che ventennale carriera del barone, dopo la sua morte l'unica erede li donò a colui che era stato per molti anni il suo aiutante Pancrazio Buciunì, anche noto come il Moro ('u Moru) per la sua pelle scura del tutto simile a quella di un nordafricano. Buciunì, che era stato il "factotum" di Gloeden fin da quando aveva quattordici anni, proseguì, sia pure in tono drasticamente minore, l'attività del maestro, limitandosi a ristampare e vendere le immagini da lui scattate, aggiungendo nuovi scatti che egli stesso dichiarò essere di qualità inferiore.
Nel 1933 almeno mille negativi su vetro provenienti dalla collezione ereditata da Buciunì assieme a duemila stampe furono confiscate e distrutte dalla polizia fascista con l'accusa che costituivano pornografia; un altro migliaio di negativi furono distrutti nel 1936 e lo stesso Buciunì fu processato nel 1939-41 a Messina finendo assolto.
Buciunì continuò a ristampare (sia pure per un mercato notevolmente ridotto, rispetto ai tempi del successo di Gloeden) dalle negative originali superstiti fino ad almeno gli anni sessanta: queste immagini sono facilmente riconoscibili - anche quando sono firmate "vGloeden", per il fatto di essere stampate su carta fotografica moderna. La maggior parte delle immagini superstiti, tra lastre negative e stampe, sono oggi conservate dalla fondazione Alinari di Firenze, che commercializza per i collezionisti ristampe tirate coi metodi originali dell'epoca di Gloeden. Nel 1999 ha acquistato 878 negativi su lastra di vetro e 956 stampe vintage già appartenenti al Buciunì da aggiungere alla sua collezione esistente di 106 stampe.
Ulteriori stampe (valutate centinaia di sterline alle aste) sono in collezioni private o detenute da istituzioni pubbliche come il Civico Archivio Fotografico a Milano.

## Atteggiamento sociale verso il suo lavoro

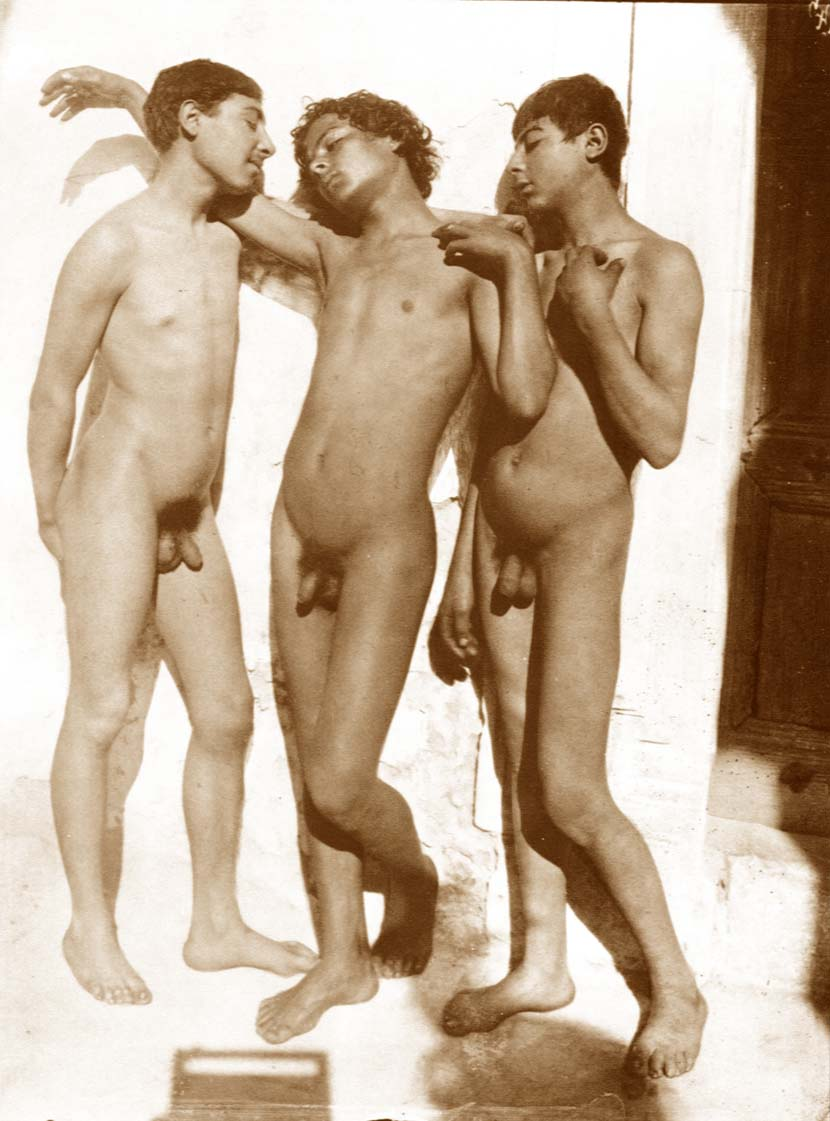
Le tre Grazie

Von Gloeden, che fu un professionista della fotografia, realizzò diversi tipi d'immagini per accontentare diverse richieste del mercato: dal paesaggio taorminese e siciliano, alle foto di monumenti artistici, a quelle di personaggi (contadini, pastori e pescatori in costume folkloristico (queste prime tre categorie ebbero un ottimo veicolo di diffusione nella cartolina turistica, e contribuirono alla fama di Taormina), al reportage (documentò come già detto gli effetti del catastrofico terremoto di Messina del 1908), fino alle immagini classicheggianti e a quelle di nudo, soprattutto maschile.
I modelli erano generalmente immortalati o nel giardino di casa, oppure sulle antiche rovine locali o sul monte Ziretto (600 metri circa), situato all'incirca a due chilometri a nord di Taormina e famoso durante l'antichità per le sue cave di marmo rosso. Egli scrisse nel 1898: "Le forme greche fanno appello a me, come i discendenti bronzei degli antichi elleni; ho cercato di resuscitare l'antica vita classica nella fotografia.
Le foto di nudo sono quelle meglio note al grande pubblico, tuttavia le immagini che ottennero la più vasta attenzione in Europa e oltreoceano al suo tempo furono di solito piuttosto caste, con primi piani o modelli vestiti in toga, e generalmente attenuavano le implicazioni omoerotiche. Foto più audaci, in cui ragazzi completamente nudi in un'età compresa tra i dieci e i vent'anni o che, per via di contatti visivi o (timidamente) fisici, erano più erotiche, venivano vendute discretamente "sottobanco" alla sola clientela che ne avesse fatto esplicita richiesta, anche per mezzo di agenti che trattavano le sue immagini in varie nazioni europee.
Anche se Gloeden fu sempre molto attento a non infrangere i limiti della "decenza" e di quel decoro che era molto importante nel piccolo paese in cui aveva scelto di vivere (non è emersa nessuna sua foto che avesse un contenuto esplicitamente sessuale e per quanto noto l'archivio non conteneva motivi né pornografici né eroticamente lascivi), si ebbe una forte reazione da parte del clero taorminese (don Marziani) che denunciò lo stato di "degrado morale e religioso" della gioventù del luogo, specialmente maschile, corrotta dal Gloeden e "vittima di vizi abominevoli". Ciò è documentato nel saggio di Mario Bolognari che smonta il mito di una "presunta età dell'oro" taorminese e in cui si approfondiscono gli aspetti antropologici della vicenda gloedeniana, mettendone in evidenza la sistematica e continua opera di rimozione collettiva dei risvolti più scomodi da parte della comunità locale.
Considerati i tempi piuttosto bigotti e omofobici, von Gloeden e larga parte del suo lavoro furono generalmente accettati e rispettati, sia pure con qualche voce critica (persino sulla stampa del tempo). Ciò, tuttavia, almeno a livello locale, fu per un tornaconto economico dato che l'attività di von Gloeden favoriva il turismo.
La popolarità del suo lavoro in Germania, Inghilterra e Stati Uniti invece può essere attribuita a tre ragioni principali:
- Egli era un fotografo esperto e di talento.
- Le tematiche classiche e pittoriche che caratterizzavano i suoi lavori fungevano da "copertura" e "paravento" (al carattere omoerotico delle raffigurazioni).
- Le nuove tecniche permettevano la riproduzione di massa e la vendita del suo lavoro sotto forma di cartolina.

## Altri fotografi simili suoi contemporanei

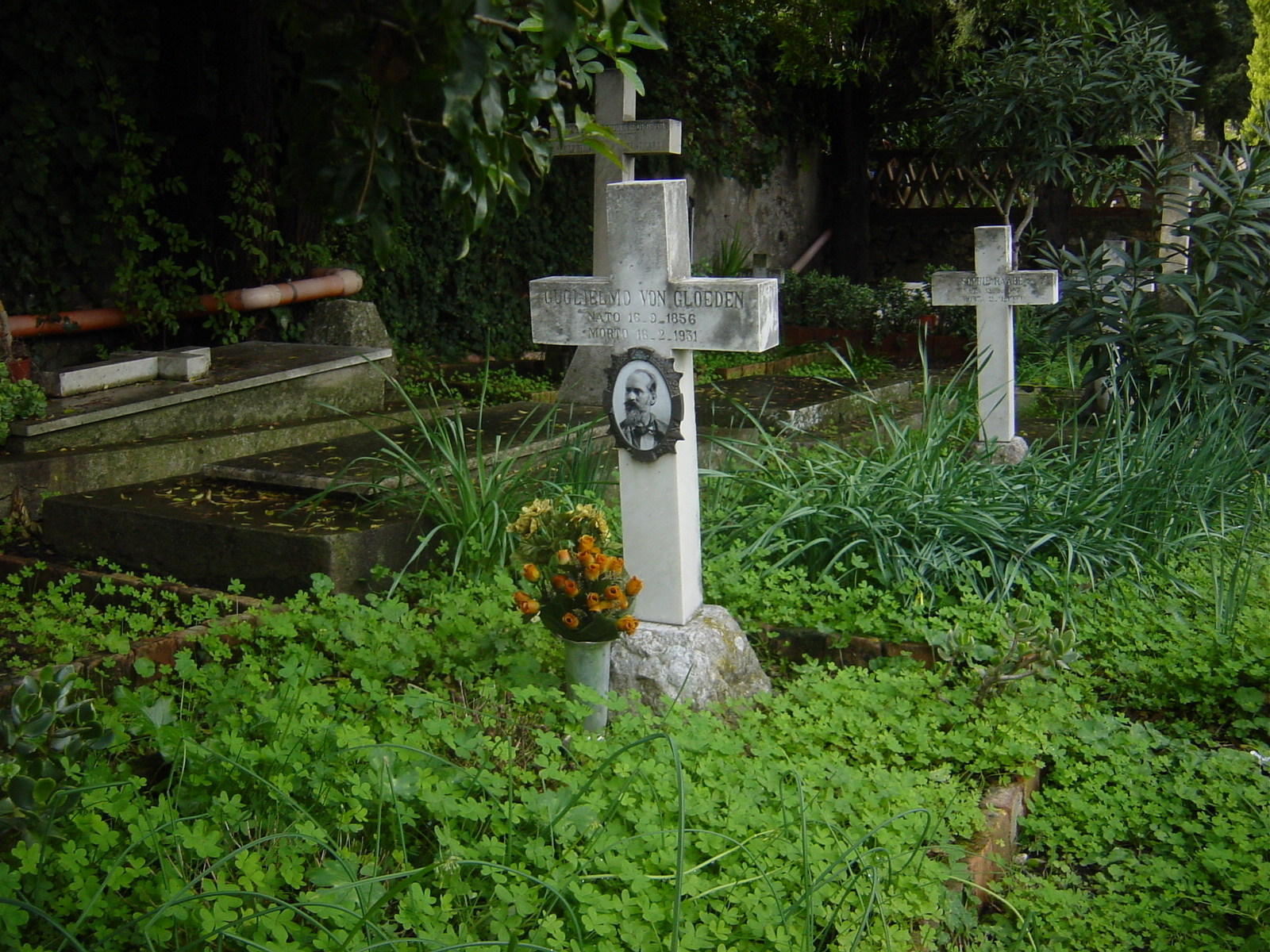
La tomba di Gloeden a Taormina, 2005

Il cugino di von Gloeden, Wilhelm von Plüschow, realizzò anche lui fotografie di nudi maschili a Roma. Da un punto di vista strettamente artistico, il lavoro di Plüschow è considerato inferiore a quello di von Gloeden, poiché la luce in Plüschow è spesso troppo dura, la cura dei dettagli minore (Gloeden, invece, aveva una cura maniacale dei dettagli) e la messa in posa meno curata al punto che spesso le posizioni dei modelli appaiono piuttosto artefatte.
È da notare che Plüschow era già un fotografo affermato quando von Gloeden cominciò a fare fotografie nei primi anni 1890. Fu quindi ipotizzato, senza nessuna prova, che von Gloeden sia stato istruito nell'allora difficile arte della fotografia dallo stesso Plüschow, mentre Gloeden stesso dichiarò, in uno scritto autobiografico, che il suo maestro era stato il taorminese Giuseppe Bruno.
La notorietà di Gloeden come fotografo di nudo maschile d'Italia soppiantò ben presto quella di Plüschow, e di conseguenza moltissimi lavori di quest'ultimo sono stati erroneamente attribuiti a von Gloeden. Fino al 1907, il suo ex assistente Vincenzo Galdi produsse immagini nello stile di Plüschow le quali mancano però a volte di eleganza, hanno una predilezione per il nudo femminile e spesso tendono a collocarsi al confine con il pornografico.
Egli influenzò, altresì, la produzione pittorica di stile preraffaellita in voga in quei anni e, in particolare, quella di Cesare Saccaggi.

## Von Gloeden nella letteratura
Diversi autori hanno realizzato scritti sulla vita del barone von Gloeden o ispirati a essa. Tra questi si citano:
- Roger Peyrefitte, Eccentrici amori (1949): è il primo a scrivere del barone Guglielmo dopo la sua morte, ma, come dice Giovanni Dall'Orto, l'opera non può essere considerata una biografia, bensì un romanzo storico, giacché si fondono elementi reali e d'invenzione. L'opera è frutto delle autosuggestioni dell'autore, che prova a immaginarsi, anch'egli omosessuale, in visita nell'esotica città di Taormina a fine Ottocento. Difatti, il discorso è in prima persona, come se fosse von Gloeden a parlare di sé stesso. Il von Gloeden di Peyrefitte afferma nell'opera che i taorminesi dovrebbero fargli un monumento e che il turismo a Taormina è arrivato grazie a lui, entrambe affermazioni inverosimili, poiché, nonostante il barone sapesse di essere un personaggio influente in città, pare non abbia mai detto a nessuno qualcosa del genere. Un altro elemento di fantasia ha a che fare con la religiosità del personaggio: secondo Peyrefitte, von Gloeden era luterano ma sinceramente entusiasmato da alcuni aspetti del cattolicesimo. Per esempio, gli fa dire che trovava la pace solo nel convento domenicano di fronte al suo studio. Tuttavia, quando von Gloeden si trasferì in piazza San Domenico il convento era già stato distrutto e sostituito da un albergo, il quale, di certo, col suo continuo via vai, non poteva contribuire alla sua pace interiore. Peyrefitte insiste anche sull'omertà e la complicità di ecclesiastici come don Manuele, che facevano finta di non sapere nulla delle notti di orge nella casa di monte Ziretto, e invece, addirittura, vi partecipavano. Inoltre, forse la cosa più importante, secondo lo scrittore, le voci riguardo ai possibili rapporti tra il barone e i suoi modelli erano tutte vere.
- Pietro Nicolosi, I baroni di Taormina (1959): si parla del barone in modo molto pudico, descrivendolo come un semplice fotografo di nudi maschili, quindi un'artista materialmente disinteressato, senza indagare sul fine reale di questa attività. Fra le sue fonti ci furono Francesco Raja (uno dei modelli) e Pancrazio Buciunì (il maggiordomo di von Gloeden). Nicolosi parla anche del periodo buio della vita del barone, il 1895, quando il padre perde tutto e il figlio Wilhelm si deve industriare per far diventare la sua passione per la fotografia un mestiere vero e proprio per guadagnarsi da vivere; e dello scandalo Krupp: pare che l'industriale prussiano volesse realizzare a Capri, suo luogo di villeggiatura prediletto, quello che von Gloeden aveva realizzato a Taormina; ma se, scoppiato lo scandalo della sua omosessualità, Krupp arrivò a togliersi la vita, è evidente che, nel giudizio di Buciunì, l'attività del barone non fosse poi così casta e pura come all'inizio la rappresentava, bensì assimilabile al caso Krupp.
- Charles Leslie, Wilhelm von Gloeden Photographer. A Brief Introduction to His Life and Work (1977): nell'opera, che analizza in maniera approfondita la biografia e l'opera di von Gloeden, si parla di due personaggi importanti nella sua vita: il cugino di Napoli, anche lui fotografo di nudi maschili, che lo avrebbe avviato all'arte, e la sorellastra Sofia, donna devota al fratello, che non faceva troppe domande sulla sua attività. Anche qui viene discusso il rapporto fisico tra von Gloeden e i modelli; sulla base dell'esperienza di Malambrì, principale informatore anche di Bolognari, si viene a sapere che al barone piacevano gli uomini maturi (di solito fotografava ragazzi tra i dieci e i venti anni, però i preferiti venivano immortalati anche in età più avanzata) e che era raro che avesse contatti fisici con i suoi modelli. Se lo faceva, era solo per spostare un braccio o girare la testa, in modo da guidarli nell'assumere la posa in cui dovevano essere fotografati. Da ultimo, Leslie parla del rapporto tra von Gloeden e Otto Geleng, prima fraterno amico, poi acerrimo nemico e neofita cattolico, col quale si arriva anche al processo per diffamazione, vinto dal barone.
- Gaetano Saglimbeni, I peccati e gli amori di Taormina (1990): Saglimbeni, il primo locale a parlare della vicenda taorminese, fa sapere che il barone amava i volatili, allevati personalmente, in due case affittate presso il teatro greco, nei periodi di soggiorno a Taormina. Questo elemento, aggiunto al rapporto coi ragazzi, porta allo scoperto un fine dato psicologico: von Gloeden amava circondarsi di soggetti deboli che venivano spesso e volentieri fotografati assieme. Secondo questa fonte, che deve molto a Nicolosi, del quale, tuttavia, non è condiviso l'atteggiamento pudibondo, le notti folli sul monte Ziretto sarebbero cominciate prima dell'attività fotografica vera e propria, la quale, a livello ideologico, non avrebbe avuto finalità artistiche, ma pedopornografiche.
- Toto Roccuzzo, Taormina, l'isola nel cielo (1992): altra analisi, questa volta in chiave filosofica, del rapporto tra von Gloeden e i suoi ragazzi, un rapporto carnale che sarebbe stato possibile solo perché consumatosi all'interno dell'aura irrazionale, priva di principi morali, propria della città di Taormina e della Sicilia, terra abitata da (non)uomini di un'altra specie, agli occhi dei quali il barone pareva quasi un alieno, non un semplice uomo dai gusti sessuali particolari.
- Peter Young, Wilhelm von Gloeden: First Great Photographer of the Male Nude (2008): Young parla dello smarrimento di un non ben identificato libro d'oro, forse un registro in cui von Gloeden faceva apporre una firma a ogni visitatore del suo studio, che sarebbe andato perduto quando la casa del barone fu distrutta durante i bombardamenti della seconda guerra mondiale. Tra le altre firme ci sarebbero state quelle di Bell, Marconi, Strauss, Nietzsche, Conrad. Un'altra informazione riportata dal libro è quella sull'irruzione fascista nel 1933 in casa di Buciunì.
- Vincenzo Consolo, Nottetempo, casa per casa, 1992: pur non citato esplicitamente, è chiaro il riferimento a von Gloeden nelle parole di don Nené, il Barone Cìcio: "Vedete Taormina? Là ognuno fa quello che vuole…M’hanno detto che c’è un tedesco che fotografa carusi, così, al naturale, con ghirlande di pampini, di gigli sopra la testa…Affari suoi!".

## Mostre
Mostre ed esposizioni sull'opera del barone:
- Achille Della Ragione - Mostra di foto di von Gloeden a Capri - Napoli 2009.[15]